# Lui e... l'altro
Lui e... l'altro è un film di montaggio statunitense del 1933 con Stan Laurel e Oliver Hardy (noti più come Stanlio e Ollio).
Si tratta di una pellicola montata negli Stati Uniti e doppiata in Italia dalla coppia Cassola - Canali, intitolata Lui e l'altro. Andata perduta la pellicola, negli anni Quaranta Alberto Sordi e Mauro Zambuto doppiarono una nuova pellicola di montaggio omonima, ispirata alla precedente. Fu ridistribuita nel 1966 nel cinema e poi in VHS e DVD.
La pellicola statunitense conteneva i montaggi delle comiche Anniversario di nozze, Buone vacanze e Noi e il piccolo Slim.
La pellicola attuale è un montaggio di Lavori in corso e del film Il compagno B.

## Genesi del film e la versione italiana
Del film si sa che includeva tre comiche della coppia legate tra loro: Trainati in un buco del 1932, Noi e il piccolo Slim sempre del '32 e Due come noi del 1933. Non si sa precisamente quali doppiatori abbiano prestato le voci a Laurel e Hardy. Probabilmente essi furono o Mauro Zambuto e uno studente anonimo oppure Paolo Canali (Ollio) in coppia o con Derek Fortrose Allen o Carlo Cassola per la vocetta di Stanlio. Del film vi fu una seconda riedizione negli anni quaranta doppiata da Mauro Zambuto (Stan) e Alberto Sordi (Oliver) completamente diversa dalla prima; infatti questa include il corto Lavori in corso del 1933 e gran parte del lungometraggio Il compagno B del 1932. Nel 1966 questa nuova edizione fu riproposta nei cinema così da giungere nel mercato sia in VHS che in DVD ai giorni nostri.
Tutto sommato la parte che fungeva da filo conduttore della pellicola dalla quale traeva spunto anche il titolo è la comica Due come noi, nota anche come Anniversario di nozze in cui vi è uno sdoppiamento dei personaggi di Laurel e Hardy.

## Trama della riedizione italiana
Stanlio e Ollio lavorano presso una enorme falegnameria ma tuttavia i guai non mancheranno nei loro turni di lavoro. Infatti prima di tutto i due si inimicano un operaio facendogli degli scherzi e di seguito Ollio per colpa di Stanlio rimane incastrato con le mani in una finestra che si apre a scatto.
Essendosi liberato con una rocambolesca e disastrosa caduta addosso al povero operaio sfortunato, Ollio assieme a Stanlio riprende i lavori ma poco dopo inizia a litigarci tanto da prendersi sul mento una pennellata alla colla. Visto che l'oggetto non si stacca Stanlio si mette a "fare la barba" all'amico e senza volerlo lo spedisce attraverso un nastro trasportatore che lo fa finire con una scala sopra la capanna dove ha l'ufficio il caporeparto della falegnameria. Inseguiti dall'uomo, Stanlio e Ollio si mettono alla guida della loro auto senza vedere che sono diretti verso una sega automatica verticale che taglia in due il veicolo. Sono i primi anni della Grande guerra e i due vengono richiamati alle armi, combinando sempre guai. Infatti prima di tutto Stanlio e Ollio vengono espulsi dall'addestramento, poi divenuti per breve tempo netturbini portano della spazzatura in casa di un burbero colonnello ed infine vengono finalmente mandati in trincea.
Assieme a loro c'è anche l'amico caro Bill Smith che non se la sta passando affatto bene: La moglie lo ha lasciato e la figlia di soli dieci anni non è stata affidata ai nonni paterni ma a estranei. Prima di morire, Bill farà giurare a Stanlio e Ollio che riporteranno la piccola a suo nonno. Rimpatriati i due si mettono alla ricerca di un uomo che faccia "Smith" di cognome, ma nella città enorme in cui si trovano è come cercare un ago in un pagliaio.
Dopo aver rischiato di essere anche arrestati durante le loro peregrinazioni, Stanlio e Ollio si salveranno grazie all'intervento di un bravo bancario che si rivelerà essere il nonno della bambina.

## I film di montaggio di Laurel e Hardy in Italia
Dalla fine degli anni trenta alla metà degli anni settanta in Italia molte delle comiche di Stanlio e Ollio doppiate da Mauro Zambuto e Alberto Sordi vennero unite da capo a coda (tagliando ovviamente i titoli di testa e di chiusura originali) in più montaggi per formare dei lungometraggi che durassero circa un'ora e oltre. Ciò fu fatto si presume per far conoscere alla gente meglio la coppia proiettando varie raccolte includenti massimo quattro comiche di Laurel e Hardy. Negli anni cinquanta i doppiatori Fiorenzo Fiorentini (Stanlio) e Carlo Croccolo (Ollio) assunsero il ruolo professionale di prestare nuovamente le voci al duo comico statunitense unicamente per la realizzazione di questi montaggi: infatti molti dei dialoghi italiani sono differenti dagli originali statunitensi, proprio per far avere tra le differenti comiche un nesso logico e conducente; tanto che per questi montaggi venivano creati degli appositi titoli di testa e di coda citando la partecipazione di Laurel e Hardy, di altri attori (dei quali tuttavia spesso il nome viene storpiato apposta per far credere che fossero differenti) ed infine ponendo come direttore del film un regista delle comiche originali (il cui nome a volte è scritto correttamente o nella maggior parte dei casi è fittizio). La produzione di queste antologie cominciò ad affievolirsi e poi a sparire con un ennesimo doppiaggio di quasi tutti in cortometraggi di Stanlio e Ollio da parte di Franco Latini (Stan) e Carlo Croccolo (Oliver) nella fine degli anni sessanta.

## Trama del montaggio originale
Stanlio e Ollio si guadagnano il pane commerciando pesce fresco a bordo di una piccola automobile. Stan ha un'idea fissa in mente: abbandonare tutto per costruire assieme all'amico una barca per pescare autonomamente il pesce e venderlo di seguito al mercato, dividendo il ricavato con Ollio. Lui si dimostra entusiasta dell'idea e i due così si recano da un marinaio di nome Joe per comprare un relitto per ricostruirlo completamente da cima a fondo. La prima cosa da fare è trovare i buchi della barca e così Stanlio la riempie d'acqua ma senza volerlo ci fa cadere dentro Ollio, dopo averlo fatto imbrattare di vernice verde con un'ancorata. Ollio comincia a non sopportare più tutti i guai che combina Stanlio e così lo rinchiude dopo averlo colpito in un occhio dentro la stiva. Ma ciò non servirà a fermare la furia distruttrice di Stan che, essendosi incastrato col collo tra lo sportello e l'albero maestro, sega questo mentre Ollio ci si trovava proprio in cima per dipingerlo. Ollio con un urlo precipita in mezzo al fango e ridà un secondo gancio a Stanlio. Terminata finalmente la barca, i due la vedranno immediatamente distrutta perché Stanlio consiglia ad Ollio di alzare la vela maestra visto che non riesce a spostare l'imbarcazione. Subito questa si mette in moto e si sfracella contro l'auto dei due pasticcioni. Ollio essendosi sposato con una donna scorbutica e severa vorrebbe spassarsela un po' con l'amico Stanlio ma questa gli impedisce perfino di pronunciare quel nome in sua presenza. Stanlio tuttavia si presenta da Ollio e questi per imbrogliare la consorte finge che sia un suo superiore, ma l'amico manda tutto a monte ed entrambi ricevono le mazzate della donna che infine se ne va. Ollio è infuriato e non sa più come comportarsi con quella donna, così sorge il genio di Stanlio che gli consiglia di adottare un infante cosicché la moglie sia impegnata giorno e notte ad accudirlo, mentre lui al contrario si sarebbe divertito ogni volta. Ollio accetta il consiglio e va a cercare un bambino che trova facilmente e così si reca al condominio, trovando una brutta sorpresa. Infatti la signora Hardy ha fatto le valigie e se ne è andata per sempre chiedendo per giunta il divorzio. E così avviene che Ollio e Stanlio si ritrovano soli e senza aiuto a badare ad un pargolo urlante e capriccioso, non sapendo in che modo soddisfarlo. I due poveracci passano l'intera nottata a badare al piccolo, cercando di farlo addormentare, ma Stanlio riesce sempre a far inciampare Ollio (facendogli addirittura fracassare un intero vassoio di biberon, il telefono fisso e infine la stessa porta di casa!) garantendo sempre un quarto d'ora di grida sicure del pargolo. Rispedito il bambino da dove veniva, Ollio trova un buon lavoro comodo che gli garantisce uno stipendio godibile. Inoltre sia lui che l'amico Stanlio si sposano rispettivamente con le loro sorelle: perfette gocce d'acqua dei due. Avviene il giorno del primo anniversario di matrimonio e Ollio con Stanlio si reca in casa per una cenetta intima con le mogli. Tuttavia sia Funny, moglie di Stanlio che la consorte di Ollio si riveleranno essere l'esatta copia dei caratteri dei due protagonisti: la prima scorbutica e impacciata e l'altra completamente inetta e combinaguai. Mentre Stanlio è mandato a compare un gelato, che non riesce ad acquistare perché spende tutti i nichelini per un telefono pubblico, cominciano le prime liti di Funny e della moglie di Stanlio che degenereranno in una rissa quando il marito rientra in casa dalla gelateria. Ollio e sua moglie decisi ad andarsene una volta per tutte, danno il benservito a Funny e a Stanlio gettando il faccia a lei la torta ordinata per dessert.